# غل أباد (شبستر)
غل‌ أباد هي قرية في مقاطعة شبستر، إيران. عدد سكان هذه القرية هو 766 في سنة 2006.